# Cerocorticium
Cerocorticium is een geslacht van schimmels behorend tot de familie Meruliaceae. De typesoort is Ceriporiopsis gilvescens. Later is deze soort overgezet naar het geslacht Mycoacia als Mycoacia gilvescens.

## Soorten
Volgens Index Fungorum telt het geslacht zes soorten (peildatum maart 2023):
| Soortnaam                         | Auteur(s)                    | Publicatiejaar |
| --------------------------------- | ---------------------------- | -------------- |
| Cerocorticium calongei            | Tellería                     | 1985           |
| Cerocorticium canariense          | Manjón & G. Moreno           | 1982           |
| Cerocorticium molle               | (Berk. & M.A. Curtis) Jülich | 1975           |
| Cerocorticium roseolum            | (Parmasto) Jülich & Stalpers | 1980           |
| Cerocorticium submolare           | (Parmasto) Jülich & Stalpers | 1980           |
| Cerocorticium sulfureoisabellinum | (Litsch.) Jülich & Stalpers  | 1980           |